# 明誠高等学校 (島根県)
明誠高等学校（めいせいこうとうがっこう）は、島根県益田市三宅町にある私立高等学校。学校法人益田永島学園が運営している。

## 歴史
- 1957年 - 学校法人永島経理学園が浜田高等経理学校を開校。
- 1961年 - 同法人が益田高等経理学校を開校。
- 1963年 - 浜田高等経理学校を石見商業高等学校に改組。
- 1965年 - 益田高等経理学校・石見商業高等学校が合併し、益田商業高等学校となる。
- 1969年 - 設置者が学校法人永島学園に改称。
- 1995年 - 明誠高等学校に改称。
- 2007年 - 設置者が学校法人益田永島学園となる（永島学園が法人を分割）

## 設置学科
- 全日制
  - 福祉科
  - 普通科
- 通信制
  - 普通科
関東地方・東海地方・中国地方・近畿地方・九州地方など36都府県から入学可能な広域通信制高校に準ずる通信制課程で、全国10ヶ所にSHIP（シップ）と呼ばれる学校生活支援拠点を設けている。

## 交通
本校
- JR益田駅より徒歩20分
- 石見交通バス本町バス停（益田駅より益田医光寺行バスで7分）より徒歩2分※ 江津、浜田、益田市北東部方面からスクールバスあり

## 姉妹校
- 学校法人永島学園
  - 松江西高等学校（島根県松江市）
  - 出雲西高等学校（島根県出雲市）
- 学校法人米子永島学園
  - 米子松蔭高等学校（鳥取県米子市）

## 著名な出身者
- 七咲友梨（女優）
- 上川一哉 (俳優)